# Us (Francia)
Us (anticamente Ws) è un comune francese di 1 338 abitanti situato nel dipartimento della Val-d'Oise nella regione dell'Île-de-France.

## Società

### Evoluzione demografica
Abitanti censiti